# USS Hornet (CV-8)
USS Hornet CV-8 var ett hangarfartyg av Yorktown-klass i amerikanska flottan. Hon sjösattes den 25 september 1939 vid Newport News Shipbuilding Company. Under andra världskriget i stillahavskriget inledde hon Doolittleräden mot Tokyo och deltog i slaget vid Midway och Buin-Faisi-Tonolai-räden. Under slaget om Salomonöarna var hon involverad i erövringen och försvaret av Guadalcanal och slaget om Santa Cruzöarna där hon totalförstördes och sänktes den 27 oktober 1942. Hornet var i tjänst ett år och sex dagar och var det sista amerikanska hangarfartyget som sänkts av fiendeeld. För dessa insatser tilldelades hon fyra service stars, ett hedersomnämnande 1995 för Doolittleräden och hennes Torpedo Squadron 8 fick en Presidential Unit Citation för extraordinärt hjältemod i slaget vid Midway.